# اسلیم پیکینز
«اسلیم پیکینز» (انگلیسی: Slim Pickins، که از عبارت slim pickings به معنای «گزینه‌های محدود» گرفته شده) ترانه‌ای از خواننده آمریکایی، سابرینا کارپنتر از ششمین آلبوم استودیویی او به نام مختصر و مفید (۲۰۲۴) است. متن ترانه توسط کارپنتر و ایمی آلن و تهیه کنندهٔ ترانه، جک آنتونوف نوشته شده است. این ترانه در ۲۳ اوت ۲۰۲۴ به عنوان نهمین قطعهٔ این آلبوم و توسط آیلند رکوردز منتشر شد. «اسلیم پیکینز» یک بالاد با تأثیرات سبک کانتری و کانتری پاپ و فولک پاپ است که در آن سابرینا از کمبود مردان مناسب برای قرارهای عاشقانه گلایه می‌کند. او پیش از انتشار رسمی، آن را در ۲ اوت ۲۰۲۴ در موزه گرمی در ال.ای. لایو، اجرا کرد.